# 피아노 협주곡 (드보르자크)

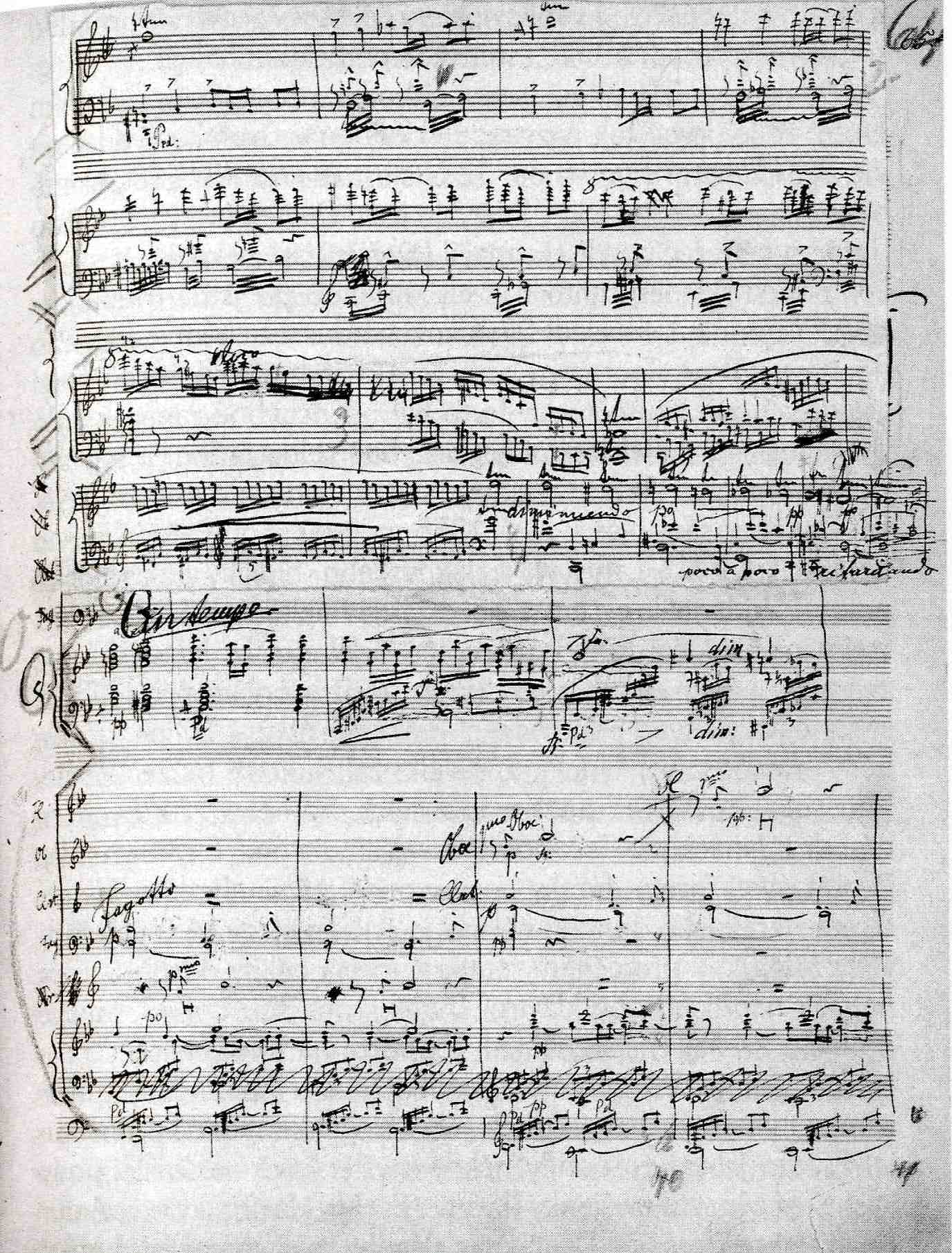

《피아노 협주곡 사단조 작품번호 33》는 안토닌 드보르자크가 1876년에 쓴 유일한 피이노 협주곡이다. 세 개의 악장으로 구성되어 있다. 
1. 알레그로 (사단조, 18분가량)
2. 안단테 (라장조, 9분가량)
3. 알레그로 (사단조→사장조, 11분가량)

## 악기 편성
- 독주 피아노
- 관현악: 플루트2, 오보에2, 클라리넷2, 바순2, 호른2, 트럼펫2, 팀파니, 현악 5부